# 出廷
| ウィキペディアには「出廷」という見出しの百科事典記事はありません（タイトルに「出廷」を含むページの一覧/「出廷」で始まるページの一覧）。 代わりにウィクショナリーのページ「出廷」が役に立つかもしれません。 |